# Aduarderdiep

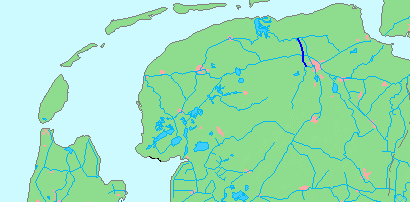
Locatie

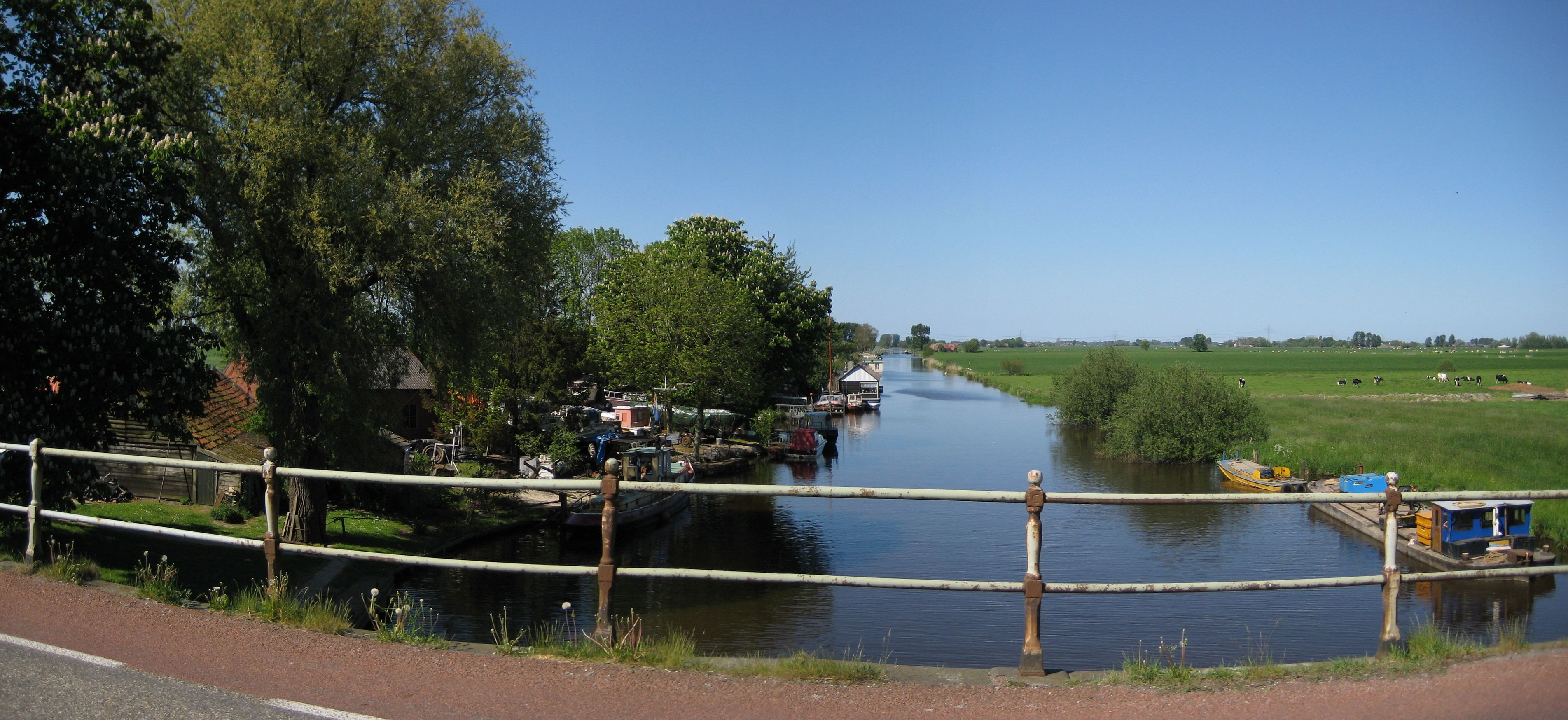
Het Aduarderdiep vanaf de Steentil, gezien naar het noorden in 2008.

Het Aduarderdiep is een 12 kilometer lang kanaal in de provincie Groningen. Het is eeuwenlang van groot belang geweest voor de afwatering van het omringende gebied.

## Loop
Het Aduarderdiep is de voortzetting van het Peizerdiep (het Koningsdiep) en begint bij het Hoendiep bij Vierverlaten. Het kanaal stroomt eerst naar het noord-noordwesten tussen Zuidwending en Leegkerk door om bij Nieuwbrug de Zuidwending (vanaf De Poffert) op te nemen en af te buigen naar het noorden. Vervolgens stroomt het kanaal onder de Friesestraatweg door bij het gehucht Nieuwklap, neemt direct daarna aan linkerzijde de waterloop Lindt op (vanaf Aduard), passeert dan aan westzijde het gehucht Gaaikemadijk en kruist vervolgens het Van Starkenborghkanaal. Direct ten noorden daarvan stroomt het Aduarderdiep onder de Steentil door om haar loop te vervolgen door het historische landschap Middag. Aan linkerzijde passeert het kanaal de gehuchten Joeswerd, Brillerij en Bolshuizen en aan rechterzijde Oostum en Krassum. Bij Schifpot stroomt het kanaal onder de verbindingsweg tussen Feerwerd en Garnwerd door, waar aan westzijde het Oldehoofsch kanaal (vanaf Oldehove) instroomt. Vervolgens buigt het kanaal weer af naar het noord-noordwesten stroomt dan uit via twee stroomarmen in het Reitdiep bij Aduarderzijl.

## Ontstaan en geschiedenis
Lange tijd werd gedacht dat het kanaal rond 1415 werd gegraven, volgens de overlevering door de monniken van het klooster van Aduard. In 2013 kwam echter vast te staan dat een funderingspaal van een voorganger van de Steentil afkomstig is van een wilgenboom die reeds rond 1285 werd gekapt. Dit zou erop kunnen wijzen dat het diep meer dan een eeuw eerder werd gegraven en dat een oorkonde uit 1313 over een nieuw gegraven diep niet op de Kliefsloot, maar op dit diep sloeg. Volgens de huidige theorie was de sluis bij het in deze oorkonde genoemde Arbere niet bij Den Ham gelegen, maar stond deze graanschuur bij de nieuw aangelegde Aduarderzijlen. In de oorkonde wordt ook gesproken over een kerkbrug en een wagenbrug. Deze zouden respectievelijk de Nije Brugge (waarnaar Nieuwbrug vernoemd is) ten westen van de kerk van Leegkerk en de Steentil kunnen zijn geweest. Het diep werd aangelegd omdat de bestaande afwatering via het Peizerdiep en de Kliefsloot niet meer afdoende was en alleen het graven van een nieuw diep als oplossing werd gezien. Loer vermoedt dat dit diep ergens tussen 1295 en 1313 moet zijn gegraven. Vermoedelijk werd daarbij een deel van de Hunze gekanaliseerd. De oude loop is zichtbaar in de Aduarderdiepsterweg.
Het kanaal speelde een grote rol in de afwatering van het gebied. Daartoe werd het sluizencomplex bij Aduarderzijl meerdere malen uitgebreid. Rond 1840 werd de Friesestraatweg aangelegd over het kanaal. De naam van het eraan grenzende gehucht Nieuwklap verwijst hier nog naar. In de 19e eeuw lagen een aantal steenfabrieken aan het kanaal. In 1876 werd de provinciale dijk voltooid, waardoor eb en vloed verdwenen uit het Reitdiep en de Aduarderzijlen hun functie verloren. In de jaren 1930 werd het kanaal doorkruist door het nieuwe Van Starkenborghkanaal.

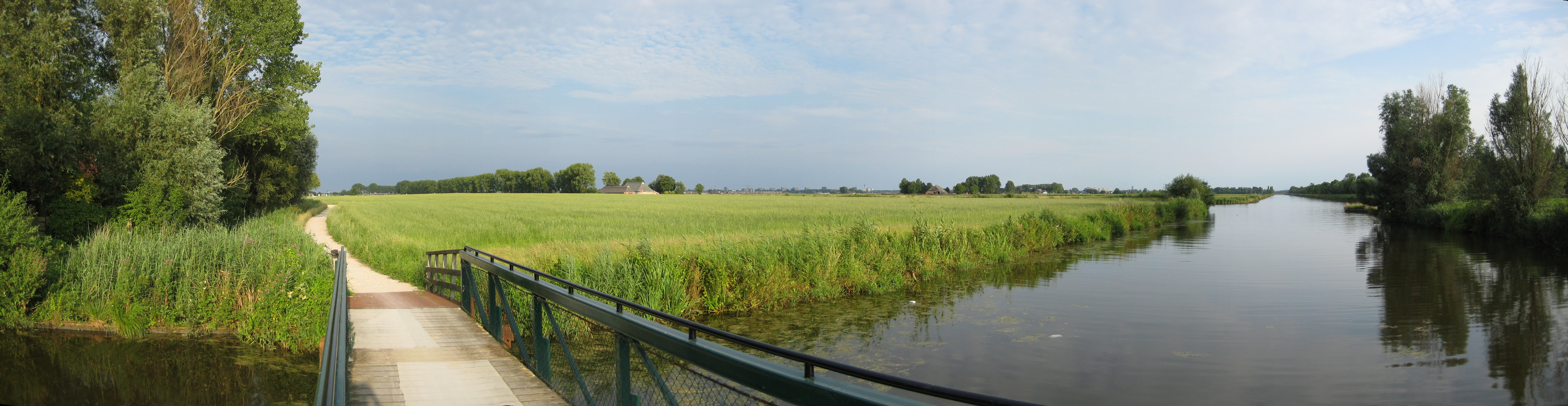
Het Aduarderdiep bij Steentil, gezien vanaf de tijdelijke fietsbrug (tijdens de restauratie van de Steentil) naar het zuiden in 2009. Op de achtergrond zijn de kruising met het Van Starkenborghkanaal en de stad Groningen te zien.